# Körmendi Vilmos
Körmendi Vilmos (született Keilwert) (Budapest, 1931. április 3. – Budapest, 2016. október 5.) EMeRTon-díjas magyar zeneszerző, karmester, zenei rendező. Felesége Felföldi Anikó színésznő volt.

## Élete
Szülei: Keilwert Vilmos és Lanzeritsch Gabriella voltak. 1950-től hivatásos zongorista volt. 1951–1953 között a Konzervatóriumban zeneszerzést tanult Szelényi István tanítványaként. 1953–54-ben a Pedagógiai Főiskola ének-zene szakán tanult. 1957-ben saját együttest alapított. 1960–1990 között több európai rádió és hanglemezcég stúdiózenésze volt. 1962–1996 között a Magyar Rádió zenei főosztályának munkatársa, hangszerelője, karmestere, zenei vezetője és rendezője volt.
Fia Körmendi Péter zenész.

## Színházi munkái
A Színházi Adattárban regisztrált bemutatóinak száma: zeneszerzőként 1; karmesterként 2.

### Zeneszerzőként
- Rejtő Jenő: Az ellopott futár (1977)

### Karmesterként
- Rejtő Jenő: Tulipán (1971)
- Trovajoli: Mennyből a telefon (1987)

## Műsorai
- Made in Hungary
- Tessék választani! (1963, 1976, 1979, 1988–1989)
- Táncdalfesztivál (1967)

## Filmjei
- Fejlövés (1968)
- Sziget a szárazföldön (1969)
- A régi nyár (1970)
- Robog az úthenger (1976)
- A néma dosszié (1978)
- Julianus barát (1991)

## Díjai, kitüntetései
- eMeRTon-díj (életműdíj) (1997)
- Inter Lyra-díj (1999)[6]
- Artisjus-díj (életműdíj) (2001)
- A Magyar Köztársasági Érdemrend lovagkeresztje (2001)
- Fényes Szabolcs-díj (2007)[7]